# Jorane
Jorane (Pelletier) est une chanteuse et violoncelliste québécoise née le 12 octobre 1975.
Jorane a découvert la musique très jeune. À cinq ans, la jeune femme originaire de Québec jouait déjà du piano. Ce n'est pourtant qu'à l'âge de dix-neuf ans, pendant ses études au département de musique du Cégep Sainte-Foy, à Québec, qu'elle découvre le violoncelle. Jorane a la tête remplie de projets et elle souhaite continuer à explorer plusieurs avenues.

## Discographie
- Vent fou (1999)
- 16 mm (2000)
- Live au Spectrum (2002)
- The You and the Now (2004), avec pochette différente aux États-Unis (2005) et version française contenant Evapore (2004)
- Evapore (2004)
- Je n'aime que toi (bande sonore du film)
- Live (2005)
- Canvas or Canvass (2007), projet internet à voir sur le site officiel
- Live (2008), sorti en France uniquement
- Vers à soi (2007)
- X Dix (2008)
- Une sorcière comme les autres (février 2011)

Contient des reprises de chansons françaises, comme Marilyn et John de Vanessa Paradis, Les Gens qui doutent d'Anne Sylvestre, Le Baiser d'Indochine, Pendant que les champs brûlent de Niagara.
- L'Instant aimé (novembre 2012) (l'ordre des plages de la version française n'est pas le même que sur la version canadienne ; de plus, le morceau Bouteille à la mer ne se trouve que sur la version canadienne alors que seule la version française contient une nouvelle version de Monsieur Piment)
- Louis Cyr : L'Homme le plus fort du monde (bande originale du film) (2013)
- Mélopée (août 2014)
- Hemenetset Pt.1 - EP (2019)

## Filmographie
- DVD : Jorane live au festival de Jazz de Montréal en 2002. Sorti le 25 mars 2008.
- 2008 : Infiniment Québec
- 2012 : [vidéo] Jorane - Allégeance sur Dailymotion par France Culture, La session, 12 décembre 2012
- 2012 : [vidéo] Jorane - J'ai demandé à la lune sur Dailymotion par France Culture, La session, 12 décembre 2012.
- 2014 : Nul poisson où aller

## Collaborations
- Jorane collabore (violoncelle et voix) sur 6 pièces de l'album « Afterglow » de Sarah Mclachlan (2003).
- En 2006, Jorane collabore avec Mara Tremblay, Catherine Durand et Doba Caracol sur « Chapeau! Félix », un hommage à Félix Leclerc.
- En 2006, Jorane interprète « La fabrique » sur l'album « Quand le country dit bonjour... ».
- Jorane a participé à un spectacle de Bobby McFerrin au Festival de Jazz de Montréal. Elle y improvise sur une pièce intitulée « Riopel ». Le spectacle est disponible sur DVD : « Bobby McFerrin - Live in Montreal » (2005).
- Jorane enregistre « Secret » sur l'album « Call Me Al » d'Alain Caron.
- Jorane participe à la bande sonore du film Infiniment Québec, film de Jean-Claude Labrecque sur la ville de Québec, pour le 400e de Québec.
- Jorane chante sur la pièce AQUA du deuxième album solo de Stephan Moccio « Color » (2010).

## Prix
- 2007 : Prix Jutra pour la musique du film Un dimanche à Kigali.